# Donald Williams (Basketballspieler)
Donald Earl Williams (* 24. Februar 1973) ist ein ehemaliger US-amerikanischer Basketballspieler.

## Leben
Williams wurde 1993 mit der von Trainer Dean Smith betreuten Mannschaft der University of North Carolina Meister der NCAA. Er traf im Finale gegen die University of Michigan fünf Dreier und wurde als bester Spieler des Endturniers ausgezeichnet. Zum Gewinn des Titels hatte Williams in 37 Saisonspielen im Schnitt 11,3 Punkte pro Spiel beigetragen. Seinen besten Saisonpunktwert erreichte der 1,90 Meter messende Williams im Spieljahr 1994/95 mit 13,0 je Begegnung. Zudem bereitete er in derselben Saison statistisch gesehen pro Spiel 2,9 Korberfolge seiner Mannschaftskameraden vor.
Mit 221 getroffenen Dreipunktwürfen stand Williams nach seinen vier Jahren als Mitglied der Hochschulmannschaft in dieser Wertung auf dem ersten Platz der Bestenliste der University of North Carolina. Von 1991 bis 1993 spielte Williams bei North Carolina an der Seite des Deutschen Henrik Rödl. Anders als Spieler wie George Lynch, Eric Montross, Jerry Stackhouse, Rasheed Wallace oder Hubert Davis, deren Mannschaftskollege Williams an der University of North Carolina war, gelang ihm nicht der Sprung in die nordamerikanische Liga NBA. Im Vorfeld der Saison 1995/96 trainierte Williams bei den Philadelphia 76ers mit, wurde aber Mitte Oktober 1995 aus dem Aufgebot gestrichen.
Williams’ Laufbahn im bezahlten Basketballsport begann in der Saison 1995/96 beim österreichischen Bundesligisten UKJ St. Pölten, mit dem er Staatsmeister und Pokalsieger wurde. Zur Saison 1996/97 ging er ins Nachbarland Deutschland und verstärkte dort den Bundesligisten TuS Herten. Mit 25,3 Punkten je Begegnung war er in diesem Spieljahr Erster der Bundesliga-Korbschützenliste. In der Saison 1997/98 spielte Williams erst in Griechenland (Sporting Athen), dann in Israel (Hapoel Zefat), anschließend in seinem Heimatland USA bei Sioux Falls Skyforce in der Continental Basketball Association (CBA).
1998/99 stand er zunächst bei den Shell Turbo Chargers auf den Philippinen unter Vertrag, Anfang Dezember 1998 ging er in die deutsche Bundesliga zurück und trug fortan die Farben von Brandt Hagen. Er erzielte für die Mannschaft im Schnitt 19,6 Punkte je Einsatz, sein Höchstwert in einem Spiel waren 48 Punkte gegen Trier im März 1999.
Williams setzte seine Karriere auf Zypern fort, 1999/2000 stand er bei AEL Limassol unter Vertrag. In der Saison 2000/01 bestritt er vier Ligaspiele für den französischen Erstligisten Besançon BCD (16,5 Punkte/Spiel), ehe er in die Vereinigten Staaten zurückkehrte. Dort spielte er für die Mannschaft Richmond Rhythm in der Liga IBL. Es folgte ein Engagement bei den Harlem Globetrotters, mit denen er durch sein Heimatland reiste.
Zur Saison 2002/03 ging er wieder nach Frankreich, verstärkte den Erstligisten Limoges CSP und erzielte in 18 Spielen im Mittel 16,1 Punkte. Williams war im Spieljahr 2003/04 einer der Hauptverantwortlichen des Gewinns des schwedischen Meistertitels durch die Mannschaft Plannja Basket. Besonders für Aufsehen sorgte er im ersten Finalspiel gegen Norrköping: Williams traf einen aus der eigenen Spielhälfte von Höhe der Freiwurflinie abgefeuerten Wurf und brachte Plannja damit den Sieg.
Williams ging in sein Heimatland zurück, bestritt in der Saison 2004/05 48 Spiele für Idaho Stampede in der CBA, er kam auf 16,5 Punkte pro Einsatz. Im Frühjahr 2005 spielte er kurzzeitig für Espoon Honka in Finnland. In der Sommersaison 2005 stand er in der Dominikanischen Republik in Diensten der Cañeros de La Romana. Während des Spieljahres 2005/06 bestritt Williams 16 Einsätze für den Club Melilla in der zweiten Liga Spaniens, er kam auf einen Mittelwert von 12,4 Punkten je Begegnung. Im Januar 2007 wurde er vom schwedischen Erstligisten Södertälje Kings verpflichtet, wechselte aber bereits Mitte Februar 2007 zu Polpak Świecie nach Polen, welches sein letzter Verein als Berufsbasketballspieler wurde.
Williams schlug in seinem Heimatland eine Trainerlaufbahn ein. Ab 2008 betreute er die Mädchenmannschaft an der Raleigh Charter High School. Er wurde Assistenztrainer an der Garner High School im Ort Garner (US-Bundesstaat North Carolina), für die er einst selbst gespielt hatte. Von 2014 bis 2017 war er Trainer an der Wakefield Middle School. 2017 wurde er Cheftrainer der Mädchen an der Wakefield High School in Raleigh.
2023 wechselte Williams an die Vanderbilt University und wurde dort als Direktor für das Spielerpersonal tätig.